# Huhtisaari (ö i Päijänne-Tavastland, Lahtis, lat 61,71, long 26,08)
Huhtisaari är en ö i Finland. Den ligger i sjön Jääsjärvi och i kommunen Gustav Adolfs i den ekonomiska regionen  Lahtis ekonomiska region  och landskapet Päijänne-Tavastland, i den södra delen av landet, 180 km norr om huvudstaden Helsingfors. Öns area är 2,2 hektar och dess största längd är 380 meter i nord-sydlig riktning.